# Sommer-Paralympics 2016/Teilnehmer (Malta)
| stlisierte Goldmedaille | stlisierte Silbermedaille | stlisierte Bronzemedaille |
| ----------------------- | ------------------------- | ------------------------- |
| —                       | —                         | —                         |

Malta entsendete zu den Paralympischen Sommerspielen 2016 in Rio de Janeiro eine Athletin.

## Teilnehmer nach Sportart

### Schwimmen
Frauen:
- Vladyslava Kravchenko
  - 50 Meter Schmetterling S5: Vorlauf, 1:18,68 Minuten, Rang 13, nicht qualifiziert für die Endrunde
  - 50 Meter Rücken S5: Vorlauf, 1:03,12 Minuten, Rang 11, nicht qualifiziert für die Endrunde
  - 100 Meter Brust SB4: Vorlauf, 3:21,16 Minuten, Rang 13, nicht qualifiziert für die Endrunde